# Diritto longobardo
Un diritto longobardo vero e proprio comincia a sorgere dopo l'ascesa al trono di Autari nel 584, dopo dieci anni di anarchia durante i quali parecchi potenti longobardi avevano giurato nuovamente fedeltà a Costantinopoli, in concomitanza col programma di restaurazione del nuovo re di un potere germanico indipendente ed unitario.
Nato come diritto consuetudinario, la prima raccolta normativa di diritto longobardo venne alla luce nel 643 sotto Rotari, il quale redasse il celebre Codice (o Editto). Particolare curioso riguardante la promulgazione di tale Editto, fu il fatto che Rotari lo scrisse con il consenso dei primati iudices (maggiorenti) e dell'esercito vittorioso, fatto unico e insolito della storia germanica. In seguito il corpus legislativo delle Leges Langobardorum venne raccolto prima nel Liber papiensis e poi nel Liber legis Longobardorum.

## La concezione longobarda del diritto
Gli istituti romanistici non crollarono sotto l'influsso del penetrante Cristianesimo, in quanto questo accettò l'Impero come un'istituzione voluta da Dio e quindi mantenne sostanzialmente l'organizzazione giuridica ed amministrativa dei Romani.
Tali istituzioni avrebbero retto anche di fronte alle invasioni vandaliche e gotiche, ma si dissolsero dinanzi alla forza invasiva dei Longobardi, un popolo germanico nomade che transitava da un territorio all'altro e si comportava da padrone di quel territorio fin quando vi risiedeva. Importante studio storico di comparazione del diritto longobardo con il diritto romano è il De differentiis inter ius longobardorum et ius romanorum di Biagio da Morcone.
Le particolari figure del diritto longobardo hanno origine in questi capisaldi ideologici:
1. lo Stato è l'unione di tutti gli uomini liberi e idonei alle armi, la cui volontà si esprime nelle assemblee generali.
2. i membri delle famiglie, come quelli della comunità, hanno un diritto esclusivo di godimento sulle cose possedute (corrispettivo all'obbligo di difesa del territorio), più che un diritto di tipo proprietario (di natura dispositiva).
3. le suddivisioni amministrative tipiche dei romani (città, municipia, vici, pagi) sono poste alla base della formazione dei ducati longobardi.
4. la natura nomade del popolo longobardo aveva generato anche una concezione personale dell'applicabilità del diritto: a differenza del diritto visigoto (cfr. Codice di Eurico che era un codice cd. territoriale, cioè rivolto sia ai Goti che ai Romani), l'Editto di Rotari era personale e veniva applicato in base all'appartenenza etnica, nel senso che le norme giuridiche seguivano la popolazione nel corso dei suoi spostamenti e non tenevano conto del contingente stanziamento geografico, tant'è vero che la giustizia veniva amministrata tramite l'assemblea (itinerante) dei guerrieri, detta gairethinx.

## Diritto civile

### Ilmundio
Uno degli istituti più noti del diritto civile longobardo fu il mundio. Supremo mundialdo era il re; il figlio maschio, raggiunta l'età per portare armi, poteva uscire dalla tutela paterna e costituire un'altra famiglia. Chi invece non poteva liberarsi dal mundio era la donna.

Da notare che, nonostante soggetta al mundio per tutta la vita, una donna poteva ereditare l'impero, perché il diritto longobardo non riconosceva la legge salica.
La donna non poteva alienare o donare alcun bene senza l'autorizzazione del mundio.
Il mundio contiene aspetti potestativi, protettivi e patrimoniali.

### Ilthinx
Il thinx o gairenthix è un atto mortis causa, con cui si dispone del patrimonio a favore di estranei, che ricalca le forme del testamentum per aes et libram dei Romani, effettuato mediante mancipatio. Il thinx è utilizzato anche per l'affrancamento dei servi, secondo uno schema molto simile all'emancipazione romana. Entrambi i casi confermano che il thinx altro non è che la germanizzazione della mancipatio.

### Illaunechild
Come tutti i popoli germanici, i Longobardi non concepivano la concessione a titolo gratuito di beni o diritti né la donazione sic et simpliciter, in quanto erano atti dispositivi che "diminuivano il patrimonio". Il launechild o launegild (it. launegildo), istituto di diritto consuetudinario, ristabiliva una certa bilateralità nello spostamento di ricchezze, cui dava anche una certa stabilità, e consisteva nella dazione di un oggetto come controprestazione, anche simbolica, di una donazione.

Il launechild è un'usanza che si ritrova a distanza di molti secoli (dall'Editto di Rotari) in alcuni documenti datati intorno al 1095, dove, a fronte di un atto di liberalità, oltre ad un oggetto (generalmente un capo di vestiario), era data anche una controprestazione in denaro.

Col tempo, il launegildo diventò una forma di pagamento finalizzata a convalidare una donazione tra vivi, ma non era previsto per le donazioni nei confronti di monasteri e abbazie.

Nelle leggi di Liutprando del 728, vi è anche un elenco di oggetti che possono essere dati come launechild: «cavallus vel boves, aurum velargentum, vestimenta, aeramenta, ferramenta aut animalia minuta».

### Lawadia
La wadia (lat. guadium) era una garanzia consistente nel dare in pegno i propri beni.

Secondo gli studi di G. Astuti (I contratti obbligatori nella storia del diritto italiano, I, Milano, 1952), «la wadiatio  è un contratto formale, o più esattamente una forma negoziale capace di qualsiasi contenuto obbligatorio, e quindi mezzo per attuare o rafforzare la tutela giuridica dei più svariati rapporti».

La finalità generica era quella di impegnarsi ad assolvere agli impegni assunti; la wadia poteva perciò essere:
- prestata dal debitore a garanzia della sua presenza nel placito (cioè in giudizio);
- per assicurare l'esecuzione di atti processuali;
- data come garanzia di un negozio reale, a mo' di cauzione per evitare eventuali future controversie, oppure come garanzia nel caso di differimento del pagamento del prezzo (vendita consensuale);
- come garanzia della propria presenza in un futuro duello.

Il formalismo del diritto longobardo imponeva che il debitore prestasse la wadia in forma orale al fideiussore (non già al creditore) in presenza di testimoni. Pochissime le testimonianze di una wadia scritta su chartula, come quella aggiunta in calce ad una chartula promissionis di prestazioni d'opera a Chiusi, risalente al 765.

### Il faderfio e il morgengabio
Nel campo del diritto matrimoniale, era noto il faderfio, la cd. "dote paterna", ossia il dono nuziale che il padre dava alla figlia in occasione delle nozze, a titolo di anticipata successione: la donna, infatti, era esclusa dall'eredità; solo in un secondo momento il diritto longobardo la legittima ad entrare nel patrimonio ereditario qualora la donna non sia sposata (se sposata non ne ha diritto perché ha goduto del faderfio) e non vi siano fratelli maschi.

Il morgengabio "dono del mattino" è il dono fatto dallo sposo alla sposa, la mattina dopo la prima notte di nozze, corrispondente al massimo alla quarta parte del suo patrimonio.

## Diritto penale

### Ilguidrigildo
In materia penale, i Longobardi preferivano comminare pene pecuniarie piuttosto che sanzionare i reati con la pena capitale.
Reati gravi erano ritenuti la profanazione delle tombe, la spoliazione e l'occultamento di cadavere, l'oltraggio, lo sbarramento della via, il disarcionamento di un cavaliere, la violenza perpetrata ai danni di una donna, l'irruzione con la forza in casa altrui.
In questi casi, il diritto longobardo prevedeva il pagamento del guidrigildo, una sorta di compenso ritenuto idoneo a risarcire il danneggiato e i suoi parenti, commisurato a seconda del valore sociale del danneggiato. Ad esempio, i capitoli 53, 54 e 55 dell'Editto di Rotari, così recitavano:
paghi per un dente una composizione di 8 solidi.
53.  Dell'orecchio tagliato. Se qualcuno taglia un orecchio ad un altro, 
gli paghi una composizione pari alla quarta parte del suo valore.
54. Della ferita al volto. Se qualcuno provoca una ferita al volto ad un altro, 
gli paghi una composizione di 16 solidi.»
La pena di morte era applicata solo per ipotesi criminose ritenute di estrema gravità: ad es. per i regicidi e chi congiurava contro il sovrano, per sedizione e altri delitti contro la sicurezza del popolo, per tradimento e diserzione in battaglia, e per uxoricidio (uccisione della moglie da parte del marito).
Pene severe erano previste anche per chi catturava e uccideva una donna, accusandola di stregoneria: oltre al guidrigildo, era comminata la confisca dei beni del reo.